# Noord-Korea
Noord-Korea, officieel de Democratische Volksrepubliek Korea (Hangul: 조선민주주의인민공화국; Hanja: 朝鮮民主主義人民共和國; MR: Chosŏn Minjujŭi Inmin Konghwaguk), is een land op het Koreaans Schiereiland in Oost-Azië dat grenst aan de landen China, Rusland en Zuid-Korea en aan de Gele Zee en de Japanse Zee. Noord-Korea heeft een bevolking van 25,6 miljoen (2020) mensen. De hoofdstad is Pyongyang.
Het Koreaans Schiereiland was bijna duizend jaar verenigd en onafhankelijk – achtereenvolgens onder de Goryeodynastie, de Joseondynastie en het keizerrijk Korea – toen het begin 20e eeuw door Japan werd bezet. Na de Japanse overgave in 1945 werd Korea in tweeën gedeeld. Pogingen het land te herenigen mislukten, waarop in 1948 de Democratische Volksrepubliek Korea het licht zag. De Koreaanse Oorlog (1950-1953) eindigde door tussenkomst van de Verenigde Naties in een wapenstilstand. Op de grens met het zuiden werd daarna een zwaarbewaakte gedemilitariseerde zone opgericht.
Noord-Korea is een totalitaire dictatuur waarin de macht ligt bij de Koreaanse Arbeiderspartij en de Kim-dynastie die het land sinds de oprichting regeert. De politiek leider is Kim Jong-un, de kleinzoon van oprichter Kim Il-sung, die als eeuwig president nog steeds vereerd wordt. Juche, de staatsideologie, stelt het streven naar zelfvoorzienendheid centraal. De economie wordt gedomineerd door staatsbedrijven en de landbouw is gecollectiviseerd. Volgens internationale organisaties en gevluchte inwoners maakt het regime zich veelvuldig schuldig aan het organiseren van schijnverkiezingen, mensenrechtenschendingen en het bestaan van concentratiekampen.
Noord-Korea is grotendeels afgeschermd van de buitenwereld, al is het wel lid van de Verenigde Naties. Niemand mag zomaar het land in of uit. China is met afstand de grootste handelspartner. Vanwege het Noord-Koreaanse kernwapenprogramma is het land onderworpen aan internationale sancties.

## Geschiedenis

Tijdens de Koreaanse Oorlog (1950-1953) verschoven de gevechtslinies tussen Noord- en Zuid-Korea razendsnel. Toch ligt de uiteindelijke bestandslijn niet ver van de oorspronkelijke grens.
Noord-Koreaanse, Chinese en Sovjet-troepen
Zuid-Koreaanse en bevriende troepen (VS/VN)

Tussen 1910 en 1945 was Korea bezet en geannexeerd door Japan. Na de capitulatie van Japan werd het bewind over Korea verdeeld: het zuidelijke deel werd bezet door de Verenigde Staten en het noorden door de Sovjet-Unie. Onder invloed van de Sovjet-machthebbers kwam op 29 augustus 1946 Noord-Korea's Koreaanse Arbeiderspartij aan de macht, onder leiding van Kim Tubong en Kim Il-sung. Op 9 september 1948 werd in Pyongyang de Democratische Volksrepubliek Korea (Engelse afkorting: DPRK) uitgeroepen. Noord-Korea als zelfstandige staat was daarmee een feit. Kim Il-sung zou tot in de jaren negentig in Noord-Korea de touwtjes in handen houden.
In juni 1950 viel het Noord-Koreaanse leger Zuid-Korea binnen en begon de Koreaanse Oorlog. Na drie jaar strijd werd op 27 juli 1953 te Panmunjeom een staakt-het-vuren afgekondigd. De bestandslijn, nabij de 38e breedtegraad die al aan het begin van het conflict het noorden en het zuiden van elkaar scheidde, vormt sindsdien de grens tussen Noord- en Zuid-Korea.
Noord-Korea herstelde zich snel van de verwoestende oorlog; rond 1960 was het land in redelijke staat van ontwikkeling en in de daaropvolgende jaren kwam nadruk te liggen op industriële ontwikkeling; tegen 1970 was het land het meest geïndustrialiseerde van Azië, op Japan na. In de jaren tachtig werden aan de zoon van Kim Il-sung, Kim Jong-il, hoge overheidsposities toegewezen waarmee de weg naar opvolging van zijn vader werd vrijgemaakt.
In 1991 werd Noord-Korea (evenals Zuid-Korea) lid van de Verenigde Naties, en in 1992 sloot Noord-Korea een akkoord over het bevriezen van zijn nucleaire programma met het Internationaal Atoomenergieagentschap, een instantie van de Verenigde Naties. Dit akkoord werd in 1993 geschonden met het weigeren van inspecties van nucleair gevoelige plaatsen. Tegen het eind van dat jaar meldde de CIA dat Noord-Korea waarschijnlijk minstens één kernwapen zou bezitten.
In 1995 werd overeengekomen dat Noord-Korea zijn bestaande kernreactoren – die in staat zijn plutonium te produceren dat geschikt is voor vervaardiging van kernwapens – zou sluiten, in ruil voor financiering en organisatie, door een internationaal consortium, van de bouw van twee moderne kernreactoren (lichtwaterreactoren), die ongeschikt zouden zijn voor vervaardiging van plutonium, dat te gebruiken is voor kernwapens.

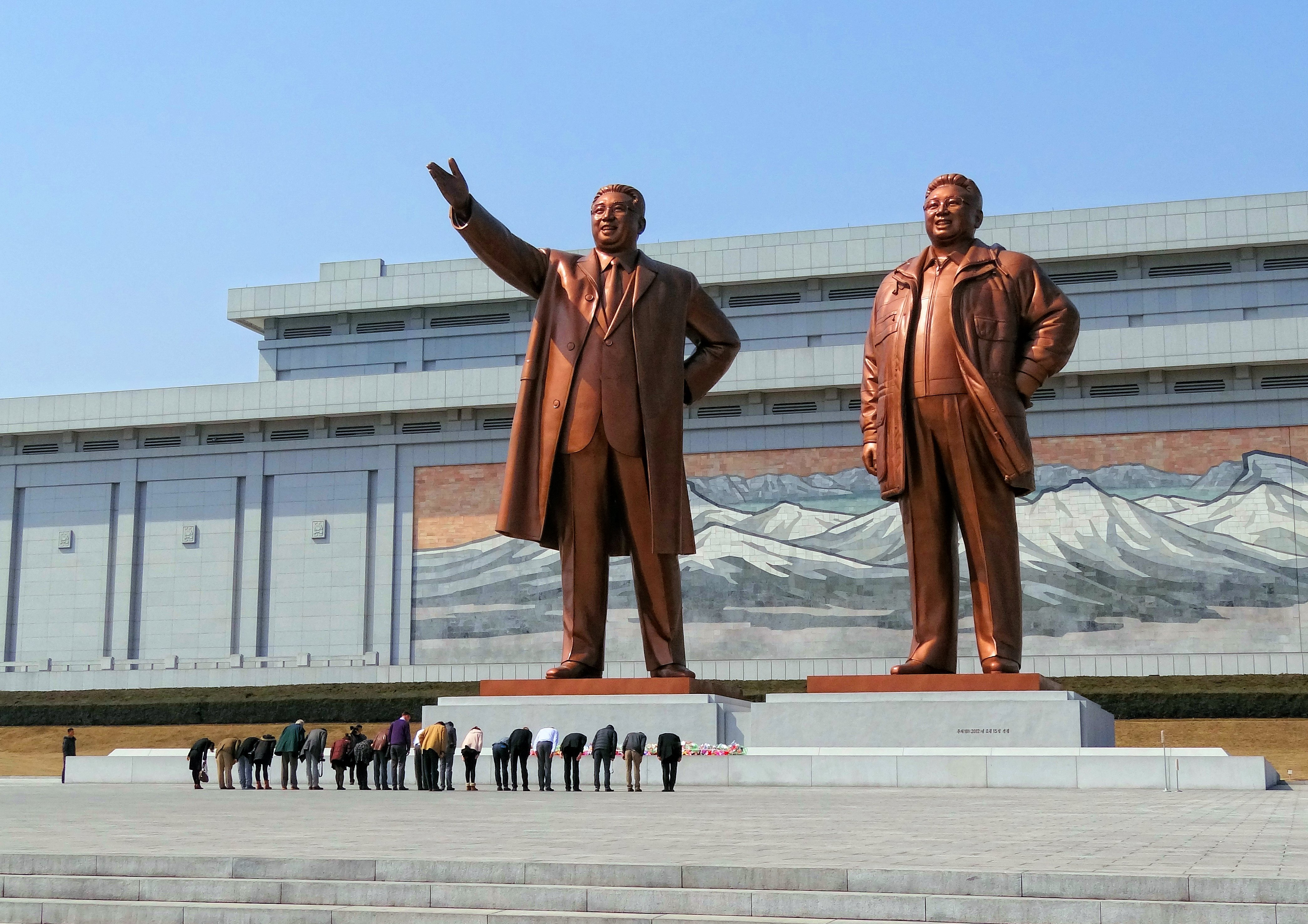
Een groot standbeeld in Pyongang vereert de eerste twee Noord-Koreaanse leiders: Kim Il-sung en Kim Jong-il, grootvader en vader van Kim Jong-un, de huidige leider.

De jaren negentig werden in Noord-Korea voor een groot deel getekend door een enorme voedselcrisis die het gehele decennium voort zou duren en ten slotte tussen de 2 en 3 miljoen levens zou kosten. Als oorzaken voor de crisis zijn aangemerkt het beperken van subsidies door Rusland en China, het strikte overheidsbeleid ten aanzien van de landbouw en een opeenvolging van droge en natte perioden. Het was in dezelfde periode, in 1994, dat Kim Il-sung op 82-jarige leeftijd overleed, waarna Kim Jong-il de macht overnam.
In 2003, het jaar waarin de Irakoorlog begon vanwege de vermoede aanwezigheid van massavernietigingswapens, trok Noord-Korea zich wederom terug uit het non-proliferatieverdrag en werd het kernwapenprogramma hervat. De eerste kernproef werd in 2006 aangekondigd. In 2007 verbleven er 250.000 Noord-Koreaanse vluchtelingen in China. In 2019 is dit aantal gestegen tot 300.000 mensen. Noord-Koreaanse vluchtelingen in China leven er in armoede. Ze worden door de staat niet beschermd en vrouwen worden door Chinezen verkracht. Ook vluchtten sommige Noord-Koreanen naar Mongolië.
Kim Jong-il werd na zijn overlijden in december 2011 opgevolgd door zijn zoon Kim Jong-un. Rond de Olympische Winterspelen 2018, georganiseerd in het Zuid-Koreaanse Pyeongchang, brak een periode van ontdooiing aan. Bij een ontmoeting met de Zuid-Koreaanse president Moon Jae-in zette Kim Jong-un als eerste Noord-Koreaanse leider voet op Zuid-Koreaanse bodem.

## Geografie

### Fysieke kenmerken

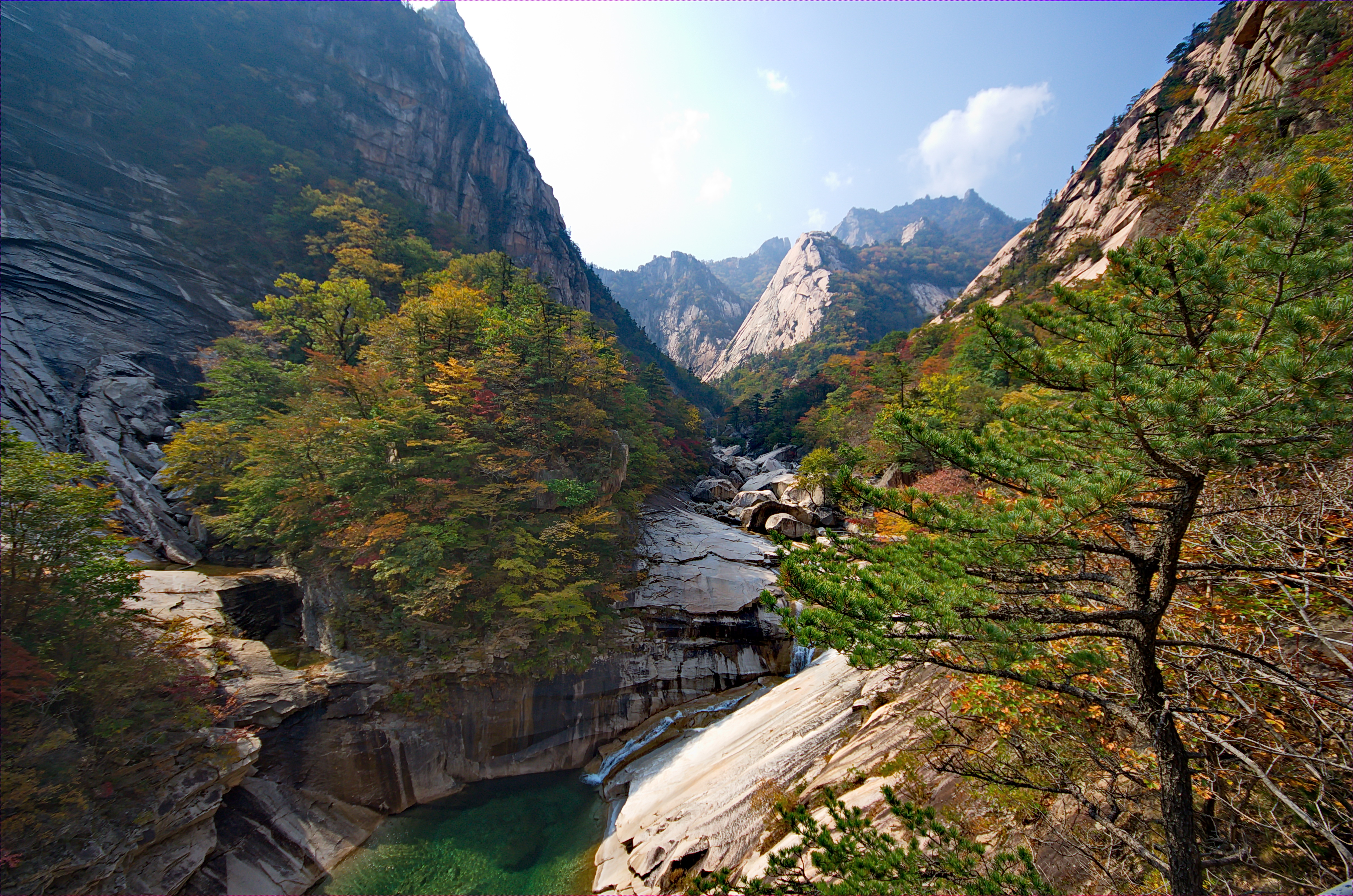
Kumgangsan aan de oostkust.

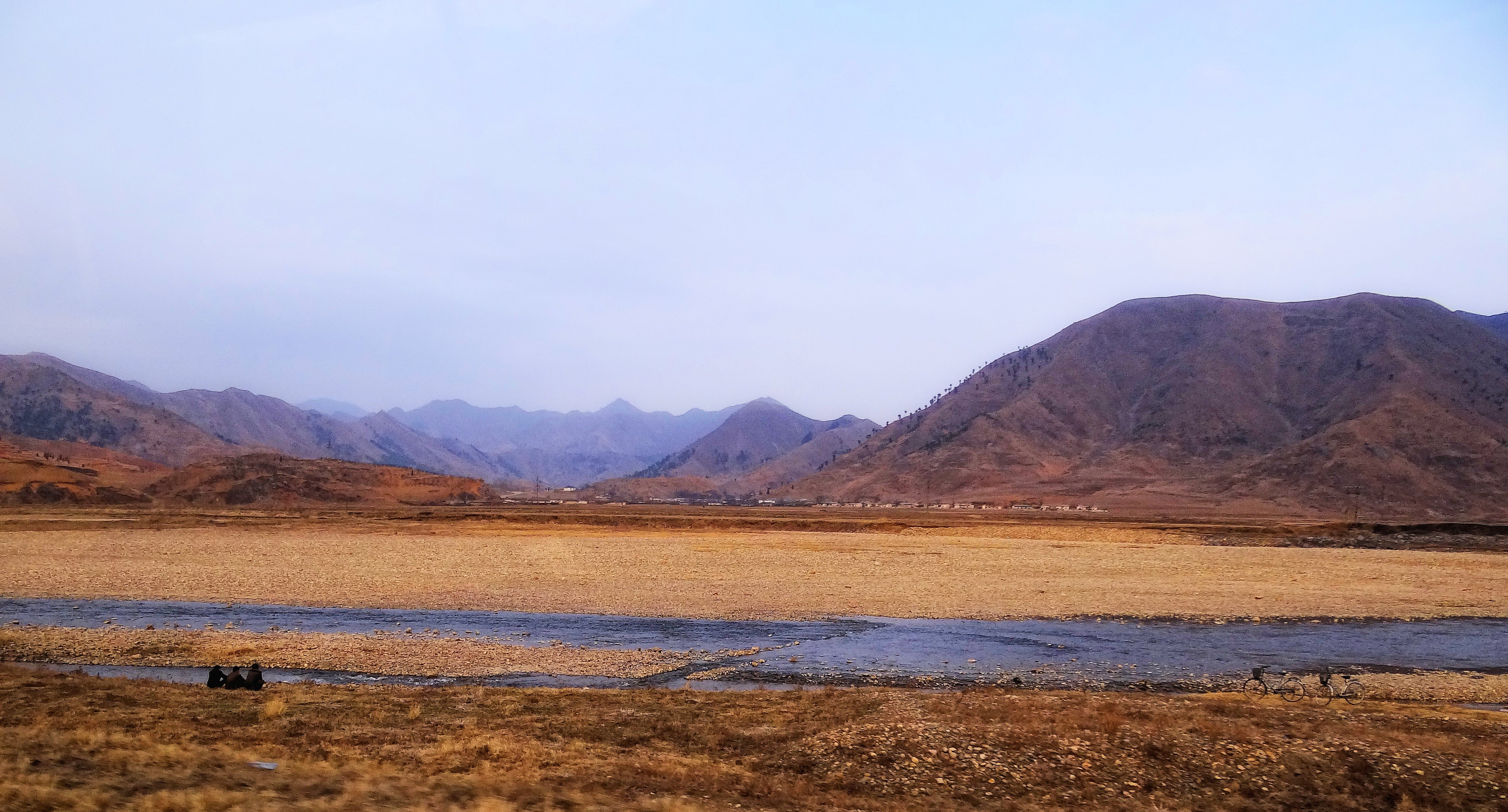
Landschap in de provincie Hwanghae.

Het grondgebied van Noord-Korea beslaat het noordelijk deel van het Koreaans Schiereiland. Het landschap wordt gekenmerkt door vele gebergten waarvan de Nangnim-sanmaek het voornaamste is. De hoogste berg is de Paektusan (2774 m). Dit bergland, dat 80% van het land beslaat, kent een relatief onvruchtbare grond. Aan de oostkust houden de bergen abrupt op bij de zee, maar in het westen zijn er bescheiden vlakten waarvan die bij Pyongyang het grootste is. Opvallend is verder de afwezigheid van meren in het land. Het grootste deel van de bevolking leeft op de kustvlakten en in de bergdalen; deze gebieden beslaan ongeveer 25% van het landoppervlak.
In het noorden bevinden zich de rivieren Tumen en Yalu, die de grens met China en Rusland vormen. De grens met China is 1416 kilometer lang en grenst aan de provincies Jilin en Liaoning. De grens met Rusland is maar 18 kilometer. In het zuiden is de grens met Zuid-Korea 238 kilometer. Kort na de capitulatie van Japan in augustus 1945 hadden de Sovjet-Unie en de Verenigde Staten de 38e breedtegraad noord als grens tussen het noordelijk en zuidelijk deel afgesproken. Na de Koreaanse Oorlog werd de grens feitelijk bepaald door de positie van de troepen bij het sluiten van de wapenstilstand op 27 juli 1953. Sindsdien dient een gedemilitariseerde zone (Demilitarized Zone of DMZ) als bufferzone tussen Noord-Korea en Zuid-Korea. Het is een soort IJzeren Gordijn zoals dat tijdens de Koude Oorlog in Europa bestond: aan weerszijden wordt de grens zwaar bewaakt. De DMZ is vier kilometer breed en op deze strook liggen meer dan een miljoen landmijnen, staan elektrische hekken en gewapende militairen. De meest realistische route voor het onopgemerkt oversteken van de grens met Noord-Korea is dan ook via China, omdat deze grens het minst beveiligd is.
De westkust van Noord-Korea grenst aan de Gele Zee en de oostkust aan de Japanse Zee. Er zijn geen rivieren of kanalen die een verbinding vormen tussen de oost- en westkust. Noord-Koreaanse zeeschepen moeten om de zuidpunt van het Koreaanse schiereiland varen om de andere kust te bereiken.
In 2010 leefde 63% van de bevolking in steden. De grootste stad is de hoofdstad Pyongyang met 3,3 miljoen inwoners, gevolgd door Namp'o met 1,1 miljoen bewoners en Hamhŭng met bijna 800.000 ingezetenen. Enkele andere steden in Noord-Korea zijn Ch'ŏngjin, Hyesan, Kaesŏng, Kimch'aek, Rasŏn, Sariwŏn en Sinuiju.
|             | 1950  | 1960  | 1970  | 1980  | 1990  | 2000  | 2010  |
| ----------- | ----- | ----- | ----- | ----- | ----- | ----- | ----- |
| Urbanisatie | 31,0% | 40,2% | 54,2% | 56,9% | 58,4% | 60,2% | 63,4% |

### Klimaat
Door zijn landklimaat kent Noord-Korea warme zomers (met een korte neerslagperiode die jangma wordt genoemd) en koude winters. De gemiddelde temperatuur varieert tussen de −8 °C in december en 27 °C in augustus. Ongeveer 60% van de jaarlijkse neerslag valt tussen de maanden juni en september. Augustus is de natste maand met gemiddeld ruim 300 millimeter neerslag. Jaarlijks trekken een of meer tropische cyclonen over het land. Het zwaartepunt ligt in de maanden juli tot en met september.

## Demografie

### Bevolkingskenmerken
| Jaar | Inwoners   |  | Jaar    | Inwoners   |
| ---- | ---------- |  | ------- | ---------- |
| 1950 | 11.103.000 |  | 1990    | 20.800.000 |
| 1955 | 11.360.000 |  | 1995    | 22.386.000 |
| 1960 | 11.656.000 |  | 2000    | 23.367.000 |
| 1965 | 13.106.000 |  | 2005    | 24.101.000 |
| 1970 | 14.997.000 |  | 2010    | 24.868.000 |
| 1975 | 16.723.000 |  | 2015    | 25.258.000 |
| 1980 | 17.974.000 |  | 2020    | 25.867.000 |
| 1985 | 19.325.000 |  | 2040(v) | 26.441.000 |

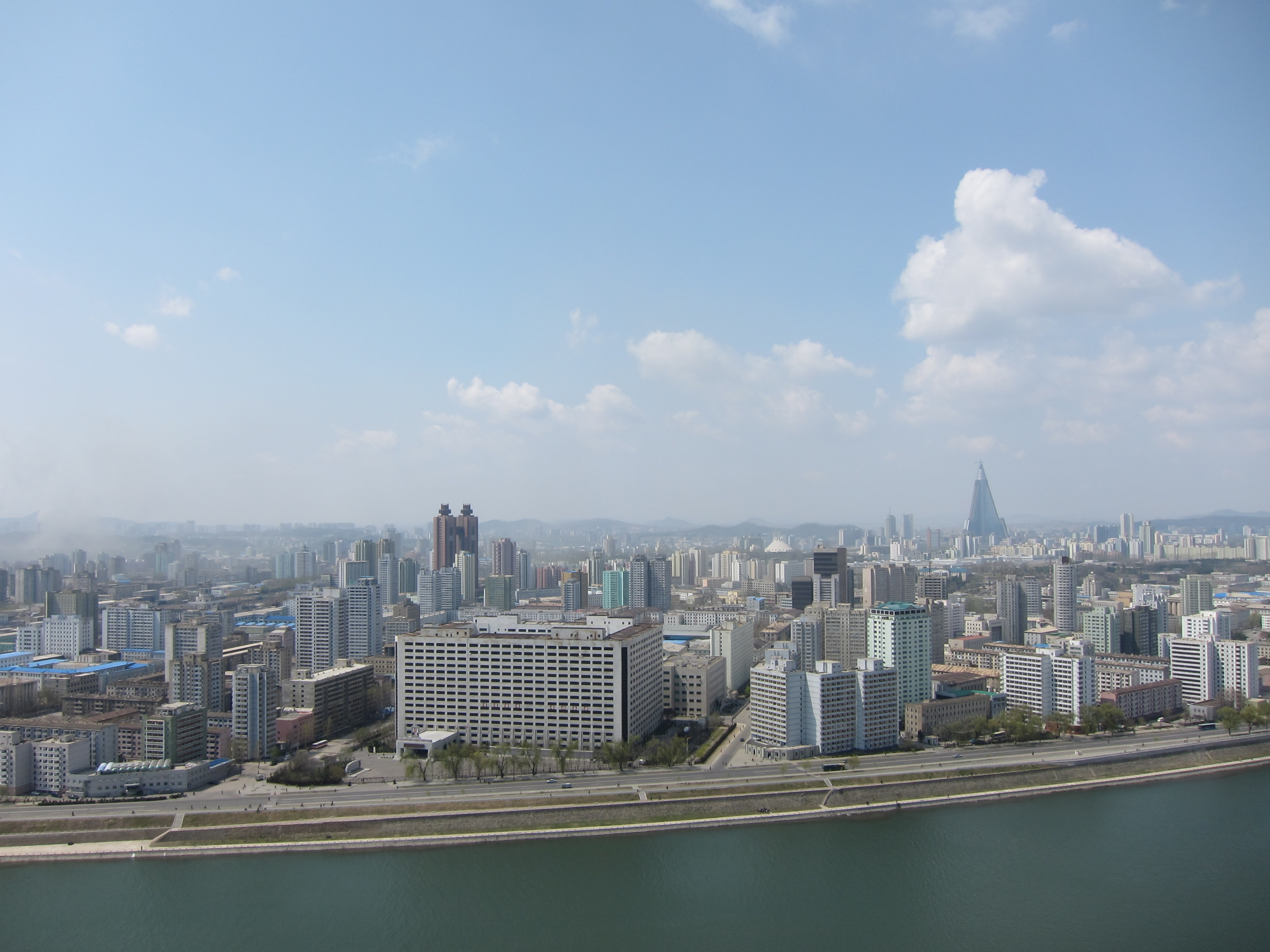
Pyongyang is behalve de hoofdstad ook de stad met de meeste inwoners van Noord-Korea.

De bevolking van Noord-Korea is in de periode van 1950 tot en met 2020 met een factor 2,5 toegenomen. Tijdens de Koreaanse Oorlog was er sprake van een forse daling, maar dat herstelde snel tot ongeveer 1995. In 1995 nam de groei merkbaar af, het geboortecijfer daalde licht maar vooral het sterftecijfer liep flink op. Het aantal sterfgevallen per jaar verdubbelde na 1994 mede door een ernstige hongersnood die het land teisterde tussen 1995 en 1999. De hongersnood was na een paar jaar ten einde, maar een herstel van de bevolkingsgroei naar de niveaus van vóór 1994 is niet meer opgetreden. In 2020 was de gemiddelde levensverwachting bij geboorte 70,8 jaar voor mannen en 75,7 jaar voor vrouwen, dit is zo'n 10 jaar minder in vergelijking tot Zuid-Korea. Het dramatische effect van de hongersnood is ook terug te zien in de ontwikkeling van de levensverwachting, in 1995 (60,9 jaar) lag deze voor mannen en vrouwen gemiddeld 10 jaar lager dan in 1994 (70,7 jaar).
De Noord-Koreaanse bevolking (25.643.466 (2020)) wordt gevormd door de nazaten van wat oorspronkelijk waarschijnlijk immigranten uit het noordoostelijk deel van Azië waren. Korea heeft vrijwel geen etnische diversiteit. Koreaans is de nationale taal.

### Religie
Getallen over aanhangers van religies zijn slechts bij benadering te geven. Dit heeft te maken met het feit dat religieuze activiteiten door de overheid zwaar worden bestraft, de officieel geldende vrijheid van religie ten spijt. De belangrijkste pre-communistische religieuze tradities worden gevormd door het boeddhisme, de "Chondogyo" ("Religie Van De Hemelse Weg") en het christendom, waarvan vooral het katholicisme sterk aanwezig was. De huidige hoofdstad van Noord-Korea stond eertijds bekend om zijn vele kerken en kloosters maar thans bevinden zich tienduizenden christenen in strafkampen.
Noord-Korea wordt gezien als het land met de ernstigste vorm van christenvervolging. Het bezit van een bijbel of ander religieus materiaal is streng verboden. Wie schuldig wordt bevonden aan het bezit van dergelijk materiaal kan naar een concentratiekamp gestuurd worden. Wel zijn er enkele door de staat goedgekeurde kerken. Volgens analisten zijn deze kerken er echter alleen maar voor propaganda-doeleinden richting het buitenland.

### Onderwijs

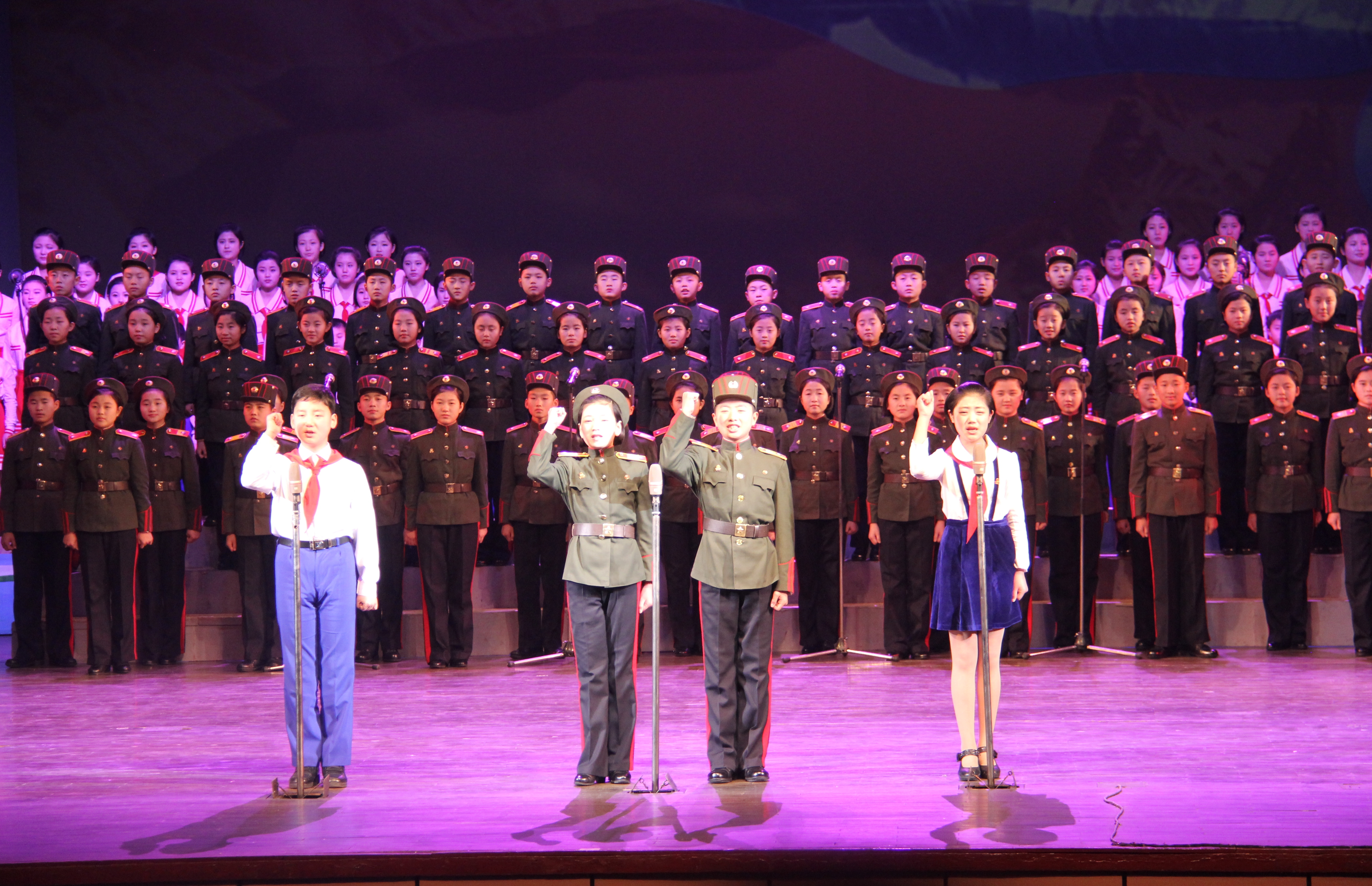
Noord-Koreaanse schoolkinderen

Het onderwijs in Noord-Korea is sterk gecentraliseerd en volledig onder controle van de Noord-Koreaanse staat. Onderwijs is gratis en verplicht voor kinderen van 6 tot 17 jaar en is verdeeld in basisonderwijs en secundair onderwijs. Volgens een Noord-Koreaanse census in 2008 heeft 77% van de mannen tussen 30 en 34 jaar en 79% van de vrouwen een diploma van het secundaire onderwijs. Uit diezelfde census bleek ook dat vrijwel 100% van de bevolking kan lezen en schrijven.
Het basisonderwijs en secundair onderwijs leggen de nadruk op de Koreaanse taal en geschiedenis van de natie, wiskunde en natuurwetenschappen, sport en kunst, en, bovenal, op het gedachtegoed van de Noord-Koreaanse staat. De Juche-ideologie en het leven en de ideologie van Kim Il-sung, Kim Jong-il en Kim Jong-un worden uitgebreid behandeld. Verder gebruikt het onderwijs ook haatvolle propaganda om een verstoord wereldbeeld te creëren.
Na de verplichte 11 jaar onderwijs gaan de meeste studenten het leger in of meteen aan het werk. Een klein gedeelte van de bevolking gaat naar het hoger onderwijs. Noord-Korea heeft verscheidene universiteiten, waarvan de Kim Il Sung Universiteit het bekendst is. Door zware corruptie is de universiteit over het algemeen alleen bereikbaar voor de elite.

## Politiek en bestuur

### Staatsinrichting
Noord-Korea wordt geregeerd door een dictatoriaal bestuur, gebaseerd op de ideologie van Kim Il-sung, Juche. Kenmerkend hiervoor is onder andere de gedwongen verering van de voormalige voorzitters van de Nationale Defensiecommissie van de Democratische Volksrepubliek Korea, Kim Il-sung en Kim Jong-il.

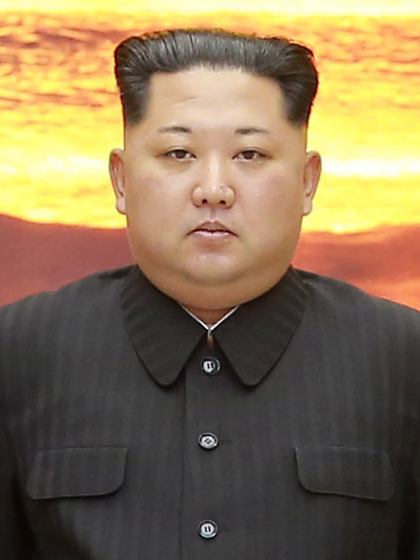
Kim Jong-un is sinds 2012 de machtigste politiek leider van Noord-Korea.

Uniek is dat het land officieel wordt bestuurd door eeuwig president van de Republiek Kim Il-sung, het land is hiermee het enige land met een overleden staatshoofd in functie. De belangrijkste en machtigste levende persoon van het land is de voorzitter van de Commissie voor Staatszaken van de Democratische Volksrepubliek Korea, de opvolger van de Nationale Defensiecommissie. Sinds 2012 is dat Kim Jong-un, tevens de kleinzoon van de overleden leider. Daarnaast hebben de Voorzitter van het Presidium van de Opperste Volksvergadering, Choe Ryong-hae, en premier Kim Tok-hun zeer beperkte politieke macht.
Ten tijde van president Kim Il-sung werden de belangrijkste uitvoerende beslissingen betreffende staatsaangelegenheden genomen in het Centrale Volkscomité, dat bestond uit de president, zijn twee vicepresidenten, de secretarissen van de Koreaanse Arbeiderspartij en een niet specifiek aan te duiden aantal leden. In september 1998 nam de Nationale Defensiecommissie de taken van het Centrale Volkscomité over. Kim Jong-un is de voorzitter van dit orgaan. Het voorzitterschap van de Nationale Defensiecommissie wordt in de grondwet ook specifiek genoemd als de hoogste te bekleden post in de Democratische Volksrepubliek. Dit geeft in feite aan dat de post van staatshoofd ondergeschikt is aan die van het voorzitterschap van de Nationale Defensiecommissie. Sinds 2016 is de Commissie voor Staatszaken de opvolger van de Nationale Defensiecommissie.
De voornaamste politieke partij van Noord-Korea is de Koreaanse Arbeiderspartij (Chõson Nodongdang). De secretaris-generaal van de Koreaanse Arbeiderspartij is Kim Jong-un. Er bestaan nog enkele kleinere politieke partijen, die echter geen oppositie voeren. Deze partijen zijn: de Chondoïstische Chongu-partij en de Sociaaldemocratische Partij.
In Noord-Korea zijn er net als in andere socialistische landen massaorganisaties. Enkele van deze massaorganisaties zijn: de Jeugdliga van Socialistische Werkers, het Comité voor de Vreedzame Eenwording van het Vaderland en de Koreaanse Democratische Vrouwenunie.
Noord-Korea kent een eenkamerparlement, de Opperste Volksvergadering. De Opperste Volksvergadering komt maar enkele keren per jaar bijeen. Het dagelijks bestuur wordt overgelaten aan het Presidium van de Opperste Volksvergadering.

### Bestuurlijke indeling
Noord-Korea is bestuurlijk verdeeld in 9 provincies (Do), de regeringsbestuurde stad (직할시, chikhalsi) Pyongyang, twee bijzondere steden (특별시, tŭkpyŏlsi). De provincies zijn verdeeld in steden (시, si) en landdistricten (군, kun), soms met de aanduiding districten (구, ku). Deze zijn weer verdeeld in dorpen (리, ri), kleine steden (읍, ŭp) en arbeidersdistricten (로동자구, rodongjagu).

### Mensenrechten
Noord-Korea heeft een bijzonder slechte naam op het gebied van mensenrechten. Tegenstanders van het regime worden vervolgd en naar concentratiekampen verbannen. Ook komt het voor dat als één persoon uit een familie naar een concentratiekamp gestuurd wordt, zijn hele familie ook wordt geïnterneerd. Er heerst grote voedselschaarste, grondrechten als godsdienstvrijheid en vrijheid van meningsuiting ontbreken en elke (vermeende) blijk van gebrek aan loyaliteit aan de leiders van het land kan leiden tot bestempeling als een dissident, met ernstige gevolgen van dien. Burgers mogen niet vrij rondreizen in het land. Ook buitenlanders mogen niet vrij rondreizen; toeristen zijn verplicht de gehele reis twee officiële gidsen bij zich te hebben.
In Noord-Korea zijn enkele concentratiekampen aanwezig. Voorbeelden hiervan zijn die gelegen nabij Yodok (kamp 15) en Hoeryong (kamp 22). De situatie verschilt per kamp. De straffen variëren van dwangarbeid waarbij het verboden is te spreken of te lachen, de hele dag stilzitten tot ernstige mishandeling en marteling. Er zijn getuigenverslagen waarin gemeld werd dat er (chemische) wapens worden getest op gevangenen, waaronder gezinnen met kinderen. Schattingen van het aantal mensen dat in concentratiekampen opgesloten zit variëren van 150.000 tot 200.000 (dat is 1% van de bevolking). De Noord-Koreaanse overheid ontkent het bestaan van kampen.
De hoge commissaris voor Mensenrechten van de VN, Navi Pillay, deed op 14 januari 2013 een oproep om te komen tot een internationaal onderzoek naar de schendingen van de mensenrechten in Noord-Korea, die volgens haar al tientallen jaren geschieden in de vorm van verkrachtingen, martelingen, standrechtelijke executies en slavenarbeid.
Noord-Korea kent geen vrij internet en heeft slechts één televisiekanaal. Het is het enige land ter wereld waar mensen geëxecuteerd werden wegens het voeren van niet toegestane internationale telefoongesprekken.
Afgezien van massale executies en uithongering, door sommigen beschouwd als een vorm van “politieke genocide”, zijn intussen ook beschuldigingen geuit van genocide in de zin van het genocideverdrag uit 1948. Het gaat dan enerzijds om de systematische vervolging van grote groepen christenen, en anderzijds om infanticide op baby’s van meestal half-Chinese afkomst. Deze zouden gedood zijn, of geëlimineerd door gedwongen abortus.

### Defensie

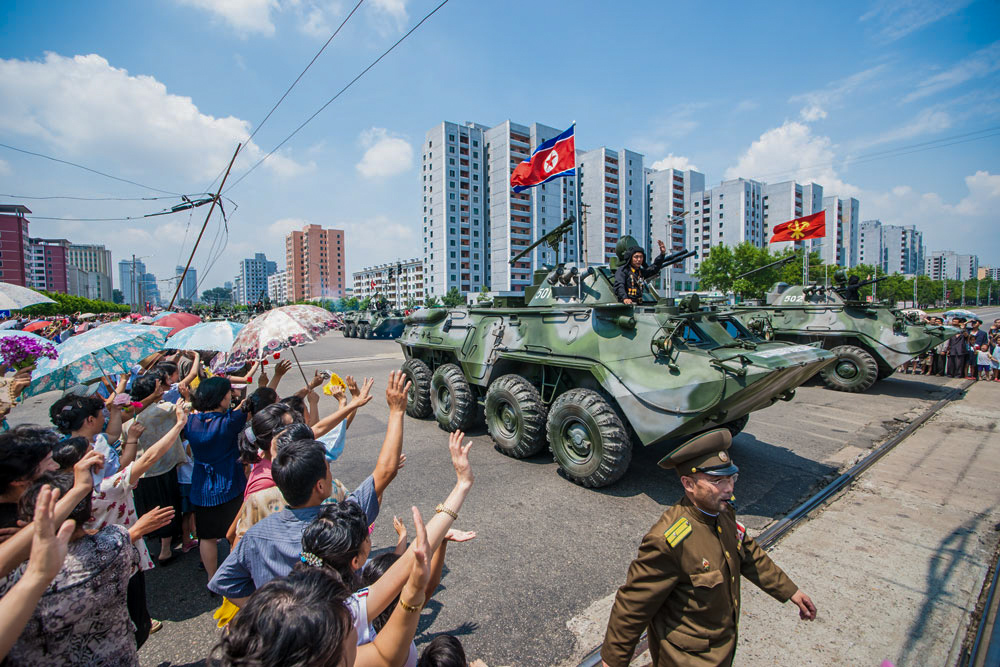
Tanks en soldaten van het Koreaans Volksleger tijdens een militaire parade

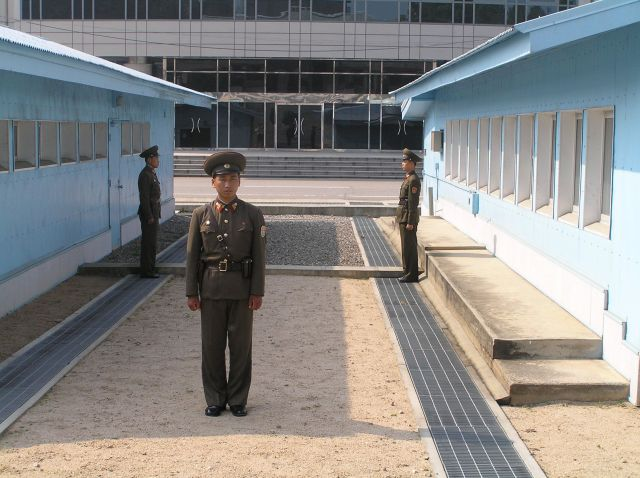
De Noord-Koreaanse zijde van de Joint Security Area in de DMZ, gezien vanaf de Noord-Koreaanse zijde

Noord-Korea is zwaar gemilitariseerd. Het heeft na Volksrepubliek China, de Verenigde Staten en India de grootste strijdmacht ter wereld. Het grootste deel hiervan is geconcentreerd in een strook van circa 80 kilometer ten noorden van de DMZ. De strijdmacht telt 1,2 miljoen actieve militairen en verder kan het land rekenen op ruim 5 miljoen paramilitairen en reservisten. Op een totale bevolking van circa 24 miljoen, is 5% van de bevolking in dienst van defensie. Hierdoor heeft het land de grootste verhouding militairen/inwoners ter wereld. De kosten voor defensie bedroegen, volgens eigen opgave, ongeveer 16% van de totale overheidsuitgaven in 2009-2010.
- Landmacht: Met ruim 1 miljoen soldaten heeft Noord-Korea het op twee na grootste landleger ter wereld. Ongeveer 70% hiervan is gestationeerd ten zuiden van Pyongyang en Wŏnsan en ten noorden van de DMZ. Met 13.500 stukken geschut wordt Noord-Korea niet gepasseerd door enig ander land wat artillerie betreft. Het leger beschikt over 3700 lichte en middelzware tanks. Dit betreft vooral gedateerd, voormalig Sovjet-materieel als de PT-76, T-54, T-55, T-59 en T-62. Er rijden 2300 pantserwagens waarbij de verouderde BTR de ruggengraat vormt. Ondanks het verouderde materieel vormt het leger nog steeds een bedreiging vanwege de omvang en positionering direct ten noorden van de DMZ.[22]
- Luchtmacht: De luchtmacht telt 110.000 man. Zij is uitgerust met 1600 toestellen, waarvan 780 gevechtsvliegtuigen, 80 bommenwerpers en 300 helikopters. Ongeveer 70% van de toestellen is eerste- en tweede-generatie-Sovjetmaterieel zoals de MIG-15, MIG-17, MIG-19 en IL-28. De rest bestaat uit modernere vliegtuigen zoals de MIG-23 en MIG-29. De luchtmacht heeft 20 strategische vliegvelden ter beschikking en verder nog 70 start- en landingsbanen verspreid over het land die tijdens crisis of in nood gebruikt kunnen worden. De meeste vliegtuigen zijn opgesteld in de omgeving van Pyongyang en in de zuidelijke provincies.
- Marine: de kleinste van de drie met 60.000 man personeel. De marine heeft de activiteiten gesplitst; een vloot in de Gele Zee en de ander in de Japanse Zee. De circa 1000 schepen kunnen gebruikmaken van 19 havens. Vanwege de ligging van Noord-Korea kunnen de vloten elkaar niet bijstaan in geval van oorlog. De westvloot heeft Namp'o als hoofdkwartier en de oostvloot T'oejo-dong. Van de ruim 400 grote schepen zijn de 90 onderzeeboten het meest bedreigend.

Noord-Korea heeft kernwapens en ontwikkelt raketten die eventueel van een kernkop zouden kunnen worden voorzien.

## Economie

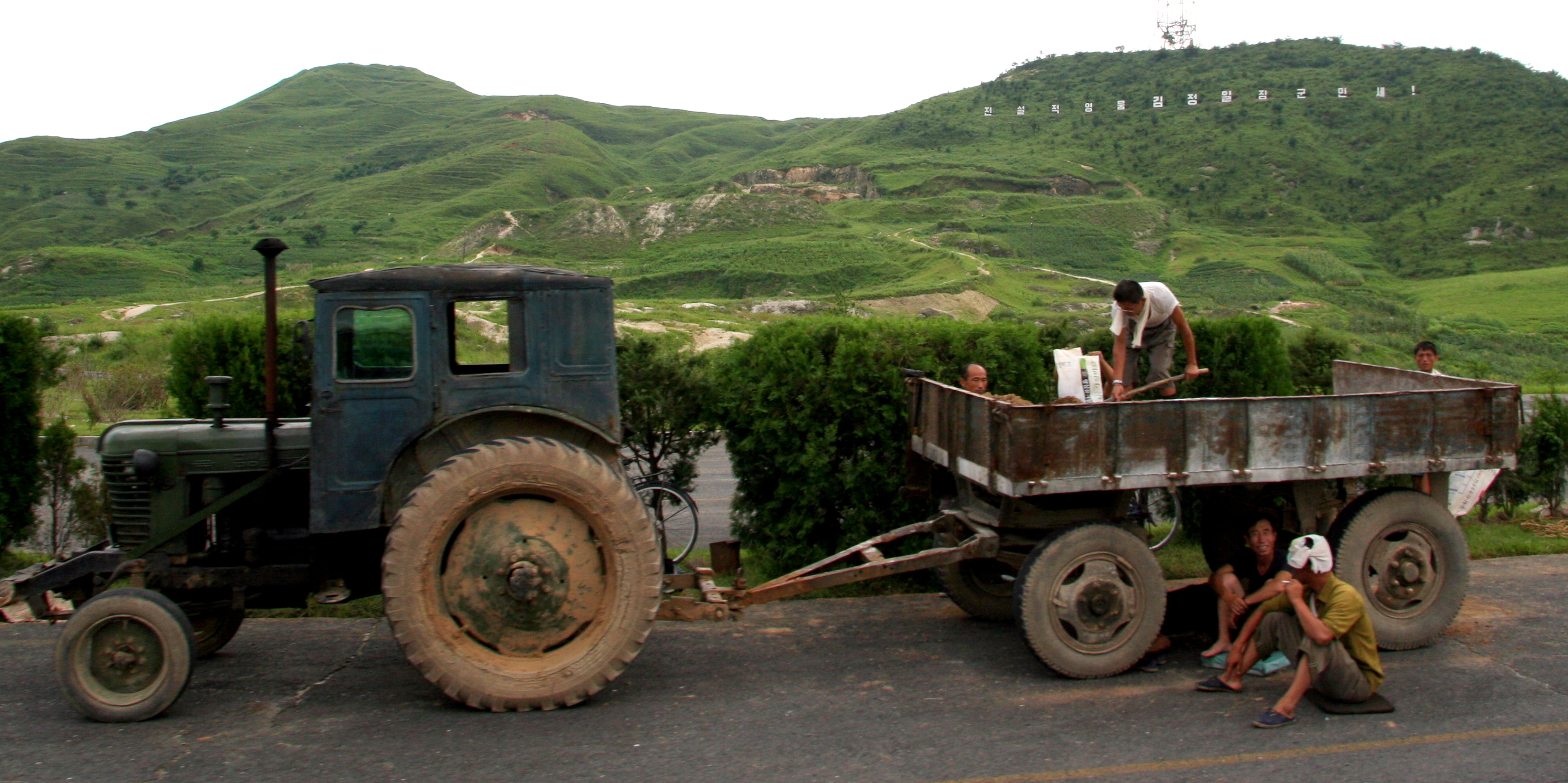
Vanwege het streven naar autarkie is de voedselproductie een belangrijk deel van de Noord-Koreaanse economie, al zijn grote delen van het land niet geschikt voor landbouw.

De capitulatie van Japan in augustus 1945 zorgde voor grote economische problemen. Het terugtrekkende leger had veel schade toegebracht om te voorkomen dat machines en mijnen in handen zouden vallen van de oprukkende Sovjet-soldaten. De nadruk op de oorlogsinspanning had verder geleid tot jarenlange onderinvesteringen in alle sectoren. Met het vertrek van de Japanners, waaronder fabrieksdirecteuren, technisch personeel en ambtenaren, ging veel kennis verloren en tot slot viel Japan, inclusief zijn leger, als belangrijkste afnemer van met name mijnbouw- en industriële producten weg.
De landbouw was toen veruit de belangrijkste sector in Noord-Korea en meer dan twee derde van de beroepsbevolking was hierbinnen werkzaam. Het grondbezit was sterk geconcentreerd, zo’n 60% van de landbouwgrond was in handen van minder dan 5% van de boerenfamilies. Onder de communisten vonden reeds in 1946 grootschalige hervormingen plaats, het land werd herverdeeld onder de boeren met als gevolg kleine percelen per familie. Alle landbouwgrond was toen in private handen, maar direct na het einde van de Koreaanse oorlog in 1953 begon een proces van collectivisatie dat in augustus 1958 werd voltooid.
Het noorden van Korea was meer geïndustrialiseerd dan het zuiden. Zelfs na sabotage door de terugtrekkende Japanners bleef nog veel productiecapaciteit bestaan, al was de klap van de wegvallende vraag wel zwaarder in vergelijking tot de landbouwsector. Met de komst van het Sovjet leger waren fabrieken en mijnen al onder Sovjet beheer gesteld en de nationalisatiewet van 10 oktober 1946 legaliseerde de bestaande praktijk. Alleen hele kleine fabrikanten konden zich nog enige tijd onttrekken aan deze nationalisatiewet.
Direct na het einde van de Tweede Wereldoorlog werd de Noord-Koreaanse economie van bovenaf gestuurd door middel van jarenplannen. Een staatsorgaan legde de economische doelen vast zoals de producten en productiehoeveelheden, de toedeling van noodzakelijke productiemiddelen als grondstoffen en arbeidskrachten en ook de prijzen. De handel met het buitenland is volledig in staatshanden en gebeurde vooral met communistische landen met de Volksrepubliek China en de Sovjet-Unie als meest belangrijke handelspartners.
In de jaren 60 liep de samenwerking tussen de Sovjet-Unie en de Volksrepubliek China helemaal stuk, het Rode schisma. Na de dood van Stalin in 1953 was Chroesjtsjov aan de macht gekomen en ook de relatie tussen hem en Kim Il-sung liep uitermate stroef. De voorheen sterke band met de Sovjet-Unie verslapte en de economische, technische en militaire hulp aan Noord-Korea nam sterk af. Tijdens de Culturele revolutie raakte de relatie met China ook getroebleerd en stond Noord-Korea er alleen voor. In antwoord hierop ontwikkelde Kim Il-sung begin jaren 70 zijn Juche-ideologie die er onder meer van uitgaat dat ieder land zichzelf kan en moet redden. Het economisch beleid richtte zich op zelfvoorziening en een minimum aan buitenlandse handel. Noord-Korea is evenwel de facto een kapitalistisch land, waar zwarte markten een zeer grote rol spelen. Op de zwarte markten is het mogelijk eten, buitenlandse dvd's en muziek, dvd-spelers en meer te kopen. De overheid en de elite houden zich vooral bezig met internationale handel en het aantrekken van buitenlandse investeringen.
Noord-Korea publiceert zelf nauwelijks economische gegevens. De Centrale Bank van Korea vult deze leemte voor een deel in, maar vanwege het gebrek aan harde gegevens zijn de uitkomsten schattingen. In 2020 was het bruto nationaal inkomen (bni) van Noord-Korea zo'n 35 miljard Noord-Koreaanse won, dat is gelijk aan 2% van het Zuid-Koreaanse bni. Zuid-Korea telt tweemaal zoveel inwoners waardoor het verschil per hoofd van de bevolking kleiner wordt, in 2020 was dit 1,4 miljoen won in Noord-Korea of 4% van het niveau dat in het zuidelijke buurland werd behaald. De Noord-Koreaanse uitvoer was ongeveer US$ 0,1 miljard en de invoer US$ 0,8 miljard. De handel tussen beide Korea's was niet meer dan US$ 4 miljoen. De internationale handelscijfers lagen 75% lager in 2020 ten opzichte van 2019 mede door de coronapandemie waardoor de grenzen op slot gingen.
De landbouw is met een aandeel van 22% in het totale bruto nationaal product (bnp) een belangrijke economische activiteit, in Zuid-Korea is het aandeel slechts 2,0%. De industrie is in Zuid-Korea met een aandeel van 27% veel belangrijker dan in Noord-Korea met een aandeel van 17%. Mijnbouw komt in Zuid-Korea nauwelijks voor, maar maakt 11% uit van de Noord-Koreaanse economie. Diensten hebben een aandeel van 34%, en dan vooral overheidsdiensten, in vergelijking tot 62% in Zuid-Korea waar de overheidsdiensten slechts 12% uitmaken.

### Energievoorziening

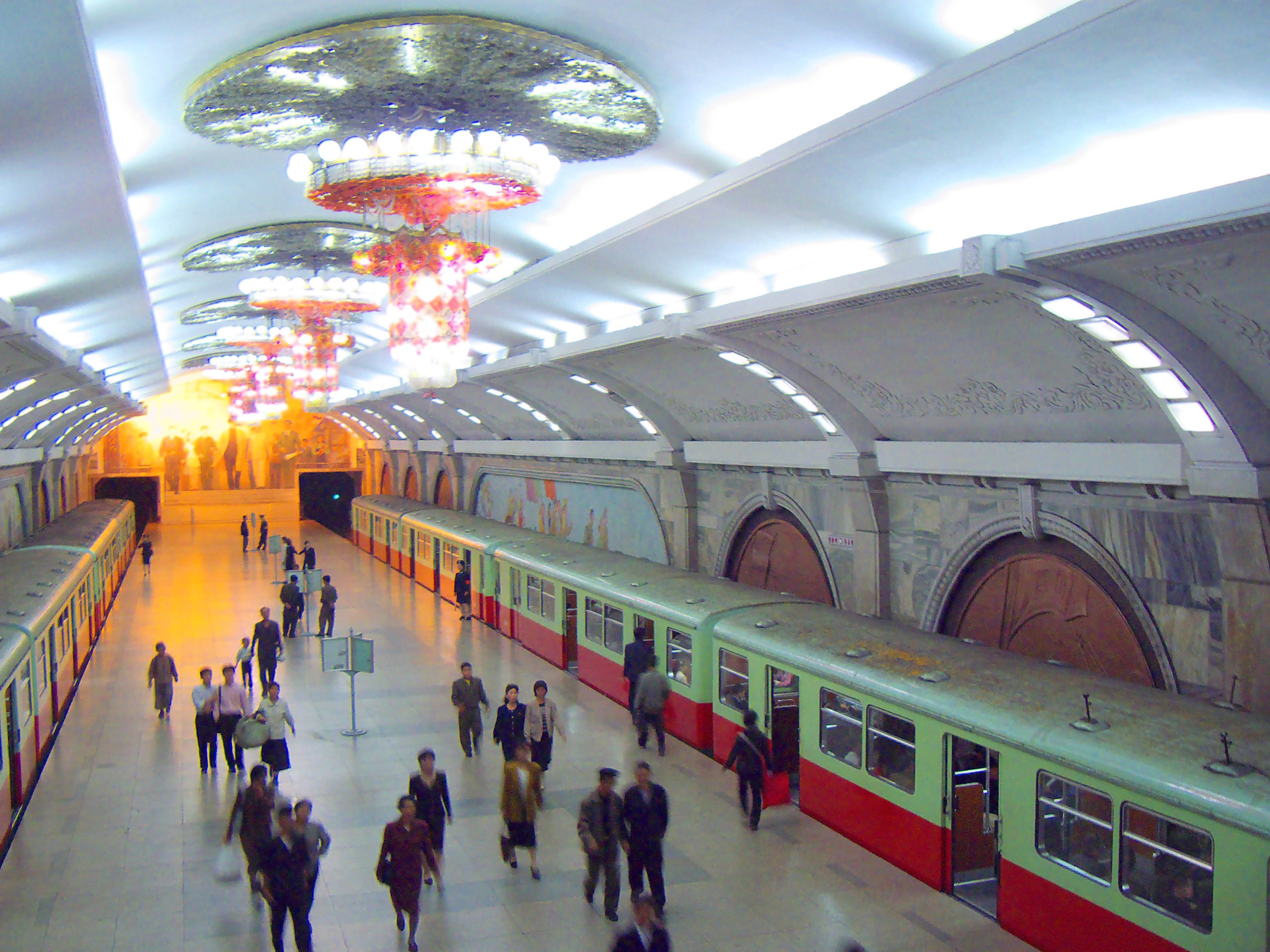
De metro van Pyongyang.

In 2014 produceerde het land 21 miljoen ton olie-equivalent (Mtoe), voor 89% kolen. (1 Mtoe = 11,63 TWh, miljard kilowattuur). Dat was meer dan nodig voor de energievoorziening, het TPES (total primary energy supply): 12 Mtoe. Het land exporteerde 9 Mtoe fossiele brandstof meer dan het importeerde. Van de energie ging ongeveer 2 Mtoe verloren bij conversie in de energie-industrie. Voor eindgebruikers resteerde 10 Mtoe waarvan 1,2 Mtoe = 13 TWh elektriciteit die voor 73% met waterkracht opgewekt werd.
De uitstoot van kooldioxide was 38 megaton, dat is 1,5 ton per persoon, veel minder dan het wereldgemiddelde 4,5 ton per persoon.

### Internet
Huawei zou van 2008 tot 2016 het Chinese bedrijf Panda International hebben voorzien van materiaal om een 3G-netwerk in het land aan te leggen. 

### Verkeer en vervoer
- Metro van Pyongyang
- Sunan International Airport
- Air Koryo

## Cultuur

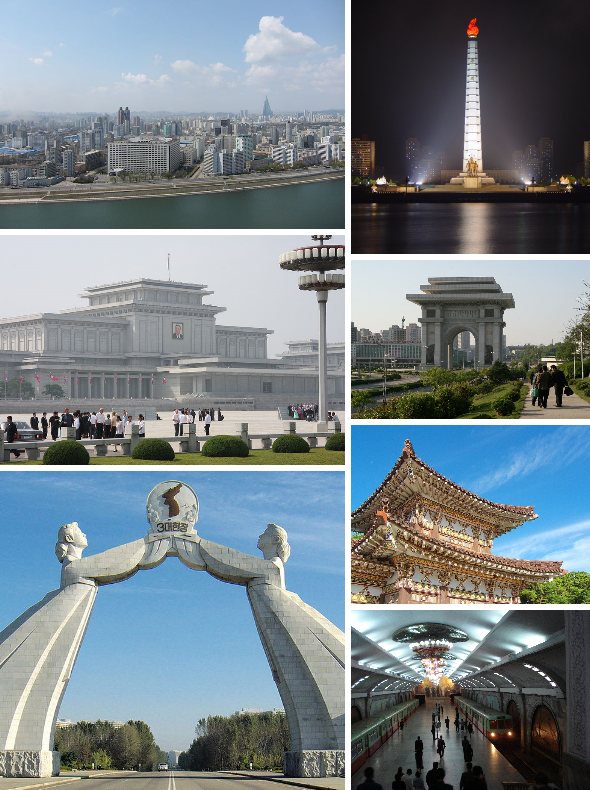
Pyongyang

### Eten en drinken
De Koreaanse keuken, gericht op de eenvoudige mens, is gebaseerd op rijst, groenten, vis, zeewier en tofoe (dubu in het Koreaans). Typische Koreaanse maaltijden staan bekend om het grote aantal bijgerechten (banchan) die rijst, soep en kimchi (gefermenteerde groenten) vergezellen. Drie, vijf of soms wel twaalf bijgerechten worden geserveerd, afhankelijk van de gelegenheid. Koreaans eten verkrijgt zijn smaak door combinaties van sesamolie, sojapasta, sojasaus, zout, knoflook, gember en het belangrijkste ingrediënt, chilipepers, die de speciale pittige smaak geven. Overigens dient opgemerkt te worden dat de voedselvoorziening in Noord-Korea op een zeer laag peil staat en dat de meeste Noord-Koreanen zich geen uitgebreide maaltijden met veel bijgerechten kunnen veroorloven.

### Bezienswaardigheden
- Complex van Koguryo-graven

### Media en digitale infrastructuur
Het staatspersbureau is Korean Central News Agency (KCNA) en de staatstelevisiezender is Korean Central Television (KCTV).
Het eerste internetcafé in Noord-Korea werd geopend in 2002. De meeste Noord-Koreanen hebben geen toegang tot internet, maar kunnen gebruikmaken van een landelijk publiek intranet, dat de naam Kwangmyong draagt. Hiermee heeft men toegang tot landelijk nieuws, een e-maildienst en gecensureerde informatie van buitenlandse websites.
Na een bezoek van Kim Jong-il, de vader van het huidige Noord-Koreaanse staatshoofd Kim Jong-un, aan een Chinees telecombedrijf in Shenzhen, werd een 3G-netwerk aangelegd in Noord-Korea. Na dat bezoek werd de provider Koryolink opgericht en vervolgens werd 3G-hardware aan het land geleverd. 
In februari 2023 verscheen er een artikel van RTL Nieuws over Noord-Koreanen die op sociale media als YouTube en TikTok in filmpjes hun leven laten zien in Noord-Korea. Volgens hoogleraar Koreastudies Remco Breuker, is het staatspropaganda en een nieuwe manier in het propaganda-model van het land.